# Михайлівська церква (Мостище)
Михайлівська церква — православний храм та пам'ятка архітектури національного значення в Мостищі. До кінця травня 2025 громада має задекларувати свою фактичну приналежність до Московського патріархату.

## Історія
Постановою Кабінету Міністрів УРСР від 06.09.1979 № 442 «Про доповнення списку пам'яток містобудування і архітектури Української РСР, що перебувають під охороною держави» надано статус пам'ятка архітектури національного значення за охоронним № 1776 з назвою «Михайлівська церква, дзвіниця і огорожа з баштами».
Встановлено інформаційну дошку.

## Опис
Комплекс Михайлівської церкви є прикладом архітектури зрілого класицизму в Україні кінця XVIII століття. Комплекс включає Михайлівський храм, оточений кам'яною огорожею із дзвіницею та вежами. Зберігся у споконвічному вигляді, крім огорожі, яка є тільки з двох (західної та південної) сторін, у розі розташовується вежа.
Споруджена в період 1782—1796 роки над річкою Трубіж.
Цегляна, оштукатурена, хрестоподібна у плані церква з невеликою апсидою та кутовими камерами на всю висоту, одноголова. Храм вінчає напівсферичний купол на круглому барабані, чотири малі декоративні главки над кутовими камерами. Фасади по центру мають невеликі ризаліти зі складними (чотири спарені колони підтримують арку) доричного ордера портиками з трикутними фронтонами. До одного з портиків примикає напівкругла з напівколонна апсида (ніша), де розміщується вівтар. До входу західного порталу ведуть сходи. У північній та південній кутових камерах розташовані сходи на хори. Фасади кутових камер прикрашені рустом та нішами, весь храм — карнизами, у верхню лінію, фронтон та барабан карнизами з ордерними сухариками. В інтер'єрі підбарабанного кільця зберігся розпис.
Дзвіниця розташована біля церкви у комплексі з огорожею. Уявляє собою двоярусну дзвіницю — менший четверик на більшому четверику — де другий ярус дзвонів, що несе купол. Прикрашена пілястрами по кутах, карнизами та наличниками.
Церква була передана релігійній громаді.

## Галерея

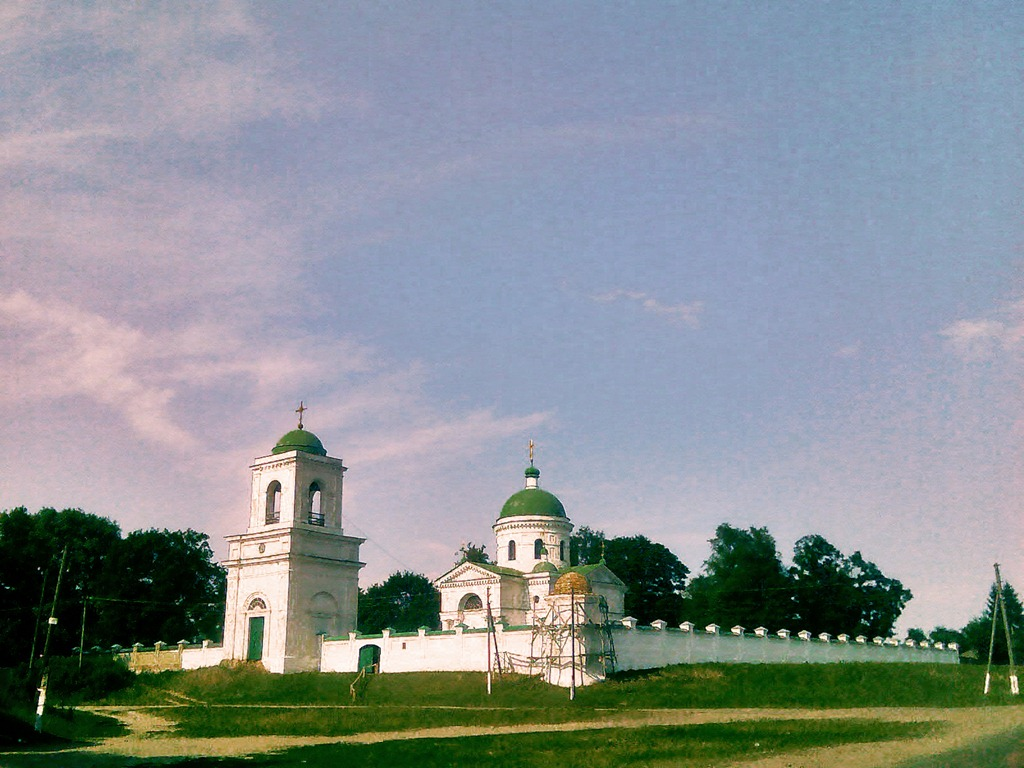
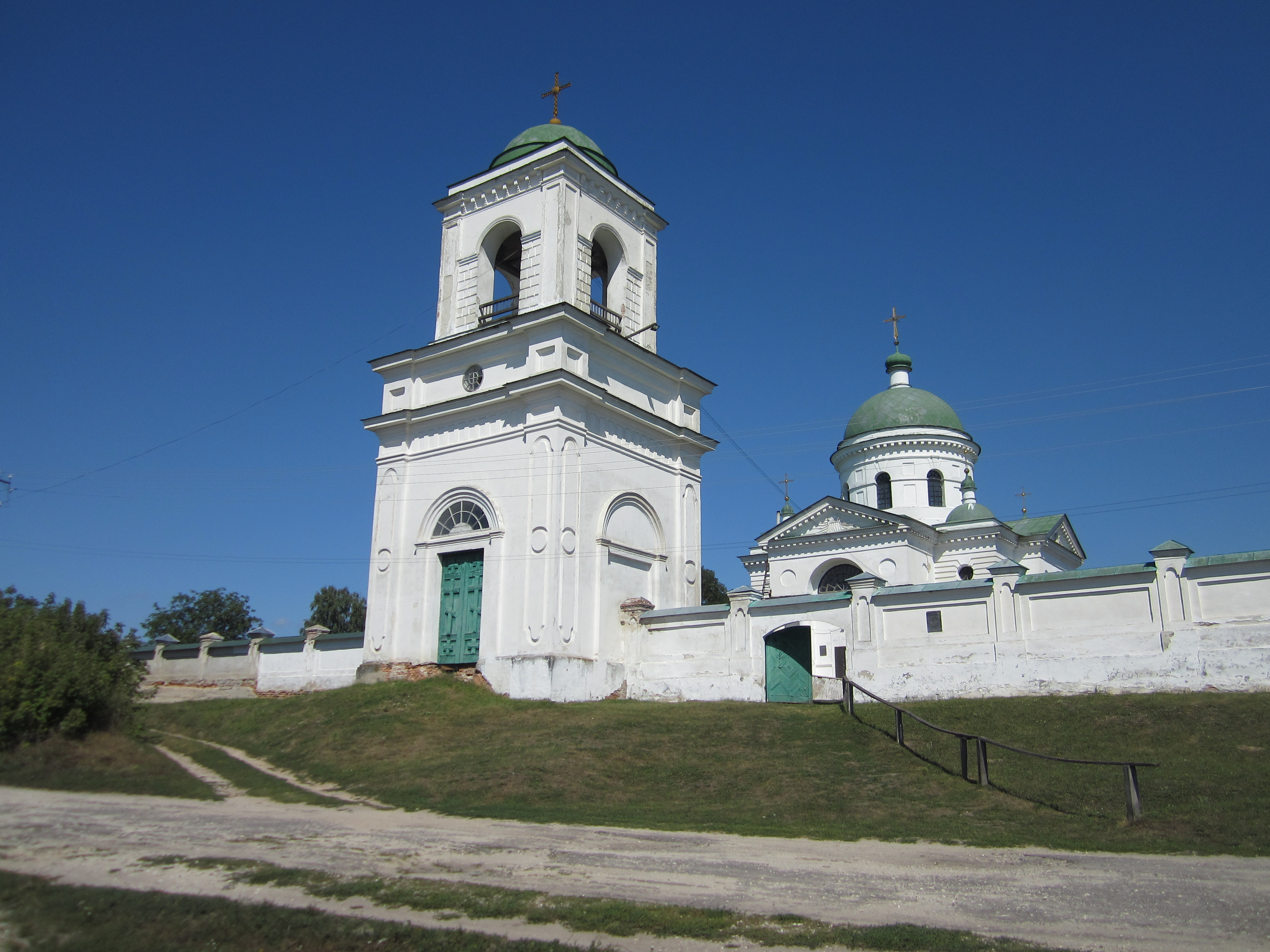
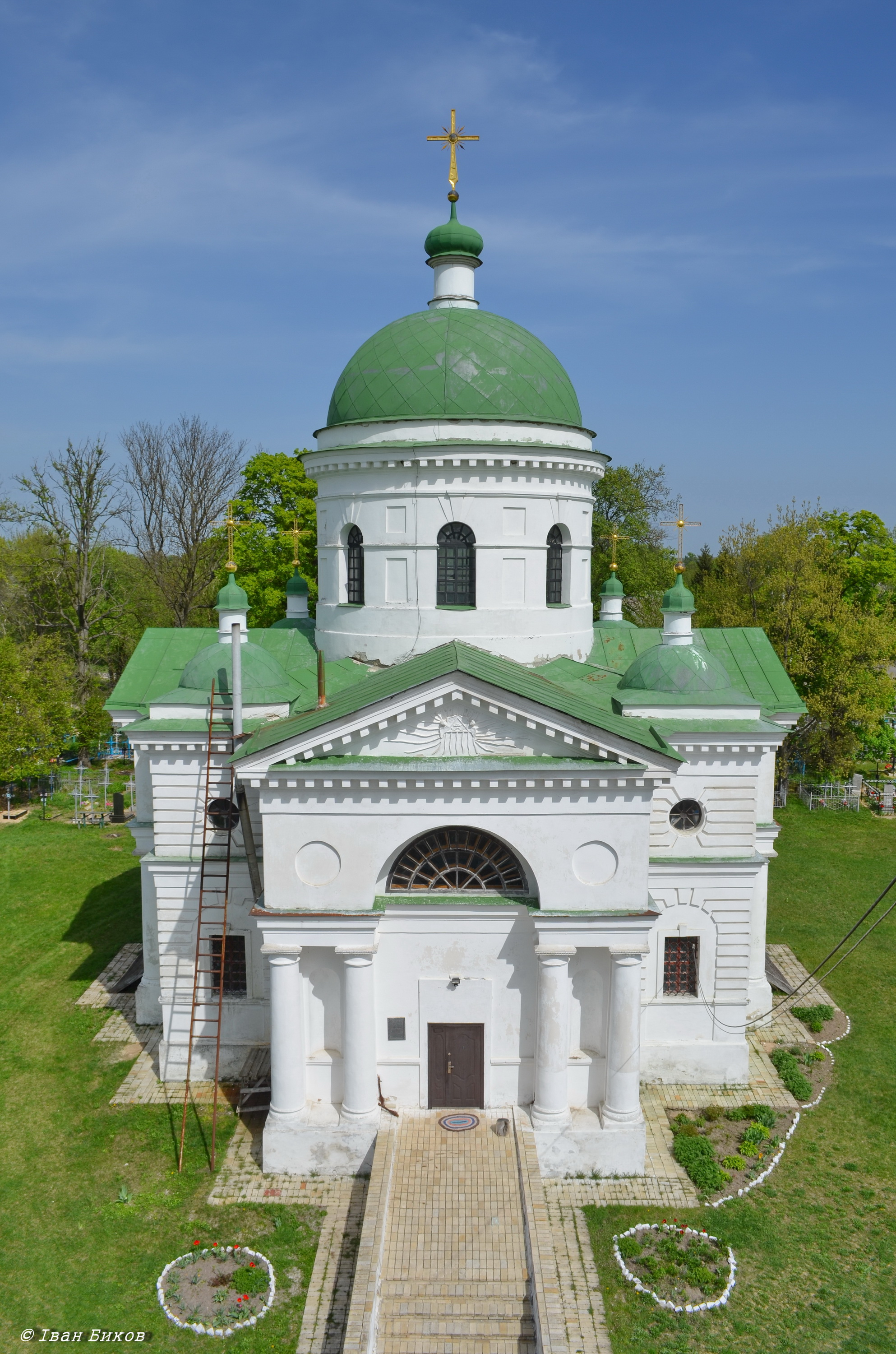
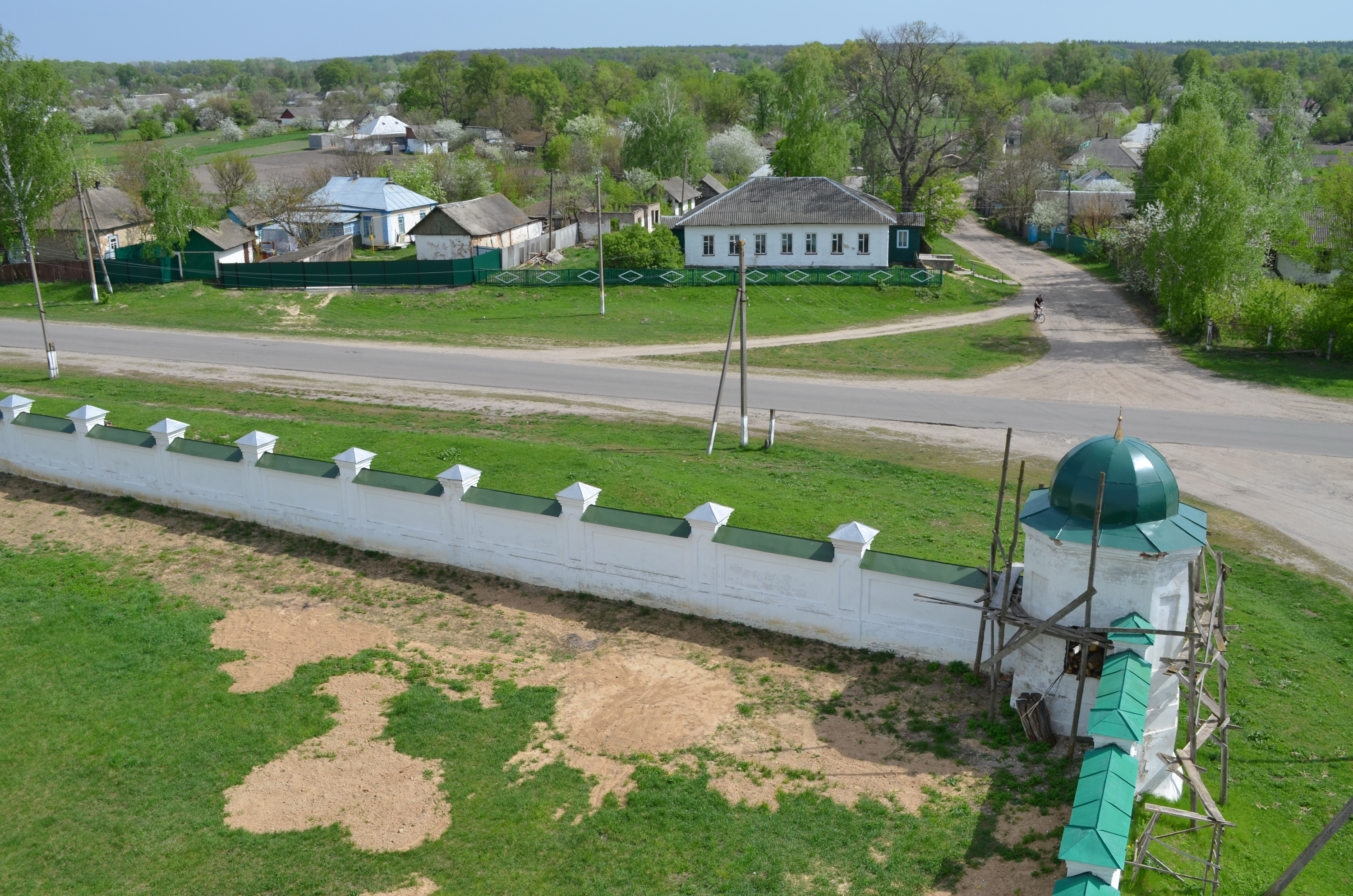